# Poeten (film fra 1956)
Poet (russisk: Поэт) er en sovjetisk spillefilm fra 1956 af Boris Barnet.

## Medvirkende
- Nikolaj Krjutjkov som Nikolaj Tzarev
- Izolda Izvitskaja som Olga
- Sergej Dvoretskij som Nikolaj Tarasov
- Zoja Fjodorova som Jekaterina Tarasova
- I. Kolin